# Tordylium suaveolens
Tordylium suaveolens är en flockblommig växtart som beskrevs av Alire Raffeneau Delile. Tordylium suaveolens ingår i släktet Tordylium och familjen flockblommiga växter. Inga underarter finns listade i Catalogue of Life.